# Ausgleichsanspruch des Handelsvertreters
Der Ausgleichsanspruch des Handelsvertreters ist in § 89bHGB geregelt und gehört rechtssystematisch zum Handelsvertreterrecht, das wiederum dem Vertriebsrecht zuzuordnen ist. Zum Ausgleichsanspruch wird häufig folgender Ausspruch dreier Kammervorsitzender des Landgerichts München zitiert:

„Das HGB bietet wohl keine unpräzisere und regelmäßig bezüglich Grund und Höhe ‚streitigere’ Bestimmung als § 89 b HGB mit oft sehr hohen Klageanträgen und jahrelangen Prozessen“

## Grundgedanke der gesetzlichen Regelung, Rechtsquellen
Der Ausgleichsanspruch soll dem Handelsvertreter für einen auf seine Leistung zurückzuführenden Vorteil des Unternehmers eine Gegenleistung verschaffen. Der Vorteil des Unternehmers liegt dabei in der fortdauernden Nutzung des vom Handelsvertreter geschaffenen Kundenstammes auch nach Beendigung des Handelsvertretervertrages. Diese zusätzliche Vergütung des Handelsvertreters wird dem Grunde und der Höhe nach auch durch Billigkeitsgesichtspunkte bestimmt.
Anspruchsgrundlage ist § 89b HGB. Diese Norm setzt formal Art. 17 Absatz 2 der „Richtlinie des Rates der EG vom 18. Dezember 1986 zur Koordinierung der Rechtsvorschriften der Mitgliedsstaaten betreffend die selbständigen Handelsvertreter“ (86/653/EWG) um. Vorbild der Richtlinie war allerdings das bereits zuvor geltende deutsche Handelsvertreterrecht inklusive der Regelung zum Ausgleichsanspruch.
Im Bereich der Versicherungsvertreter wird der Ausgleichsanspruch in der Praxis oft nach den so genannten „Grundsätzen zur Errechnung der Höhe des Ausgleichsanspruchs“ abgewickelt, deren Geltung im Vertretervertrag vereinbart wird und die für verschiedene Versicherungssparten existieren. Diese „Grundsätze“ dienen der Vereinfachung der Anspruchsberechnung. Sie haben keinen Rechtsnormcharakter.

## Anspruchsberechtigung
Anspruchsberechtigt sind unter anderem hauptberufliche Handelsvertreter im Sinne des § 84 HGB, hauptberufliche Versicherungsvertreter bzw. Bausparkassenvertreter und Tankstellenhalter. Unter gewissen Voraussetzungen kann Vertragshändlern, Franchisenehmern und Kommissionsagenten ein Ausgleichsanspruch analog § 89 b HGB zustehen.
Grundsätzlich keinen Anspruch auf Ausgleich haben Makler, angestellte Reisende und Vertreter im Nebenberuf.

## Anspruchsvoraussetzungen
§ 89 b HGB enthält mehrere Anspruchsvoraussetzungen, die kumulativ vorliegen müssen, damit der Handelsvertreter eine Ausgleichszahlung erhält:

### Vertragsbeendigung
Der Ausgleichsanspruch entsteht erst mit Beendigung des Handelsvertretervertrages. Der Beendigungsgrund (unter anderem Kündigung, Aufhebungsvertrag, Ablauf der vereinbarten Befristung) ist grundsätzlich gleichgültig, es sei denn, er führt zu einem gesetzlich geregelten

### Anspruchsausschluss
Das Gesetz sieht vor, dass in den Fällen, in denen der Handelsvertreter das Vertragsverhältnis kündigt, grundsätzlich kein Ausgleichsanspruch entsteht. Davon macht der Gesetzgeber allerdings wieder eine Ausnahme für Fälle, in denen die Kündigung aus alters- oder krankheitsbedingten Gründen erfolgt oder ein Verhalten des Unternehmers dem Handelsvertreter begründeten Anlass für den Ausspruch der Kündigung gegeben hat. Greift diese Ausnahme, besteht ein Ausgleichsanspruch dem Grunde nach.
Weiter ist der Ausgleichsanspruch ausgeschlossen, wenn der Unternehmer das Vertragsverhältnis gekündigt hat und der Kündigung ein wichtiger Grund wegen schuldhaften Verhaltens des Handelsvertreters zugrunde lag. Dies kann beispielsweise dann der Fall sein, wenn der Handelsvertreter während des laufenden Vertragsverhältnisses Konkurrenzprodukte vertreibt.
Schließlich ist der Ausgleichsanspruch in einer dritten Fallgruppe ausgeschlossen, wenn auf Grund einer Vereinbarung zwischen dem Unternehmer und dem Handelsvertreter ein Dritter anstelle des Handelsvertreters in das Vertragsverhältnis eintritt. In diesen Fällen geht der Gesetzgeber (ohne dass dies Voraussetzung wäre) davon aus, dass der ausscheidende Handelsvertreter von dem eintretenden Dritten einen finanziellen „Ausgleich“ erhält.

### Geltendmachung des Anspruchs
Der Handelsvertreter muss den Ausgleichsanspruch innerhalb eines Jahres (sog. materielle Ausschlussfrist) nach Vertragsbeendigung geltend machen. Tut er dies nicht, verfällt der Anspruch unwiderruflich.
Zur Geltendmachung des Anspruchs genügt es, dem Unternehmer deutlich zu verstehen zu geben, dass ein Ausgleich beansprucht wird. Zur Geltendmachung ist keine Bezifferung der Höhe des Anspruchs notwendig. Aus Gründen der Beweiserleichterung sollte die Geltendmachung schriftlich und mit Zugangsnachweis erfolgen.

### Provisionsverluste
Infolge der Vertragsbeendigung mussten dem Handelsvertreter nach der bis zum 5. August 2009 geltenden Gesetzesfassung für einen Ausgleichsanspruch zukünftig Provisionsverluste aus bereits abgeschlossenen oder künftig zustande kommenden Geschäften entstehen. Nach der seit dem 5. August 2009 geltenden Fassung des § 89b HGB ist das Tatbestandsmerkmal der Provisionsverluste vom Wortsinn und als zwingendes Tatbestandsmerkmal entfallen und zum fakultativen Billigkeitsmerkmal der "entgehenden Provisionen" (§ 89b Abs. 1 Nr. 2 HGB) herabgestuft worden. Auch bei Gewährung von Einmalprovision und damit auch bei Vertragsfortsetzung mangelnden Provisionsverlusten kann seither ein Ausgleich geschuldet sein. Das ist auch im Recht des Versicherungsvertreters zu beachten.
Verluste aus bereits abgeschlossenen Geschäften können dem Handelsvertreter nur entstehen, wenn im Handelsvertretervertrag vereinbart wurde, dass dem Handelsvertreter nach Vertragsbeendigung keine Provisionen mehr zustehen sollen (sog. Provisionsverzichtsklausel).
Verluste aus künftig zustande kommenden Geschäften sind vor allem im Bereich des Warenvertriebs Grundlage für die Ausgleichsberechnung. Denn der Ausgleichsanspruch wird regelmäßig auf der Basis der Provisionen des letzten Vertragsjahres mit neu geworbenen oder erweiterten Mehrfachkunden berechnet, multipliziert mit der Zahl der Jahre des Prognosezeitraums, abgezinst und dann durch die Höchstgrenze des § 89b Abs. 2 HGB begrenzt. Aber auch im Versicherungsvertreterrecht wird eine solche Berechnungsweise vertreten.
Provisionsverluste sind nur insoweit zu berücksichtigen, als sie Geschäfte mit vom Handelsvertreter während der Vertragslaufzeit neu geworbenen Kunden oder im Umsatz erheblich gesteigerte Bestandskunden betreffen. Des Weiteren müssen diese Kunden Stammkunden sein, das heißt, sie müssen in der Vergangenheit mehr als ein Geschäft abgeschlossen haben oder von ihnen muss die Vermutung ausgehen, dass sie zukünftig weitere Geschäfte abschließen werden. Liegen diese Voraussetzungen nicht vor, besteht auch kein Anspruch auf Ausgleich.
Für die Berechnung des Ausgleichs des Versicherungsvertreters nach § 89b Abs. 5 HGB sind nicht die von ihm geworbenen Kunden, sondern die von ihm geworbenen Versicherungsverträge maßgeblich. Diese bilden allerdings als Dauerschuldverhältnisse Geschäftsverbindungen, nicht anders als bei § 89b Abs. 1 HGB.
Sind Provisionsverluste vorhanden, werden diese unter Berücksichtigung einer Abwanderungsquote auf einen überschaubaren Zeitraum in der Zukunft, beispielsweise vier Jahre, prognostiziert. Prognosegrundlage sind dabei grundsätzlich die Provisionen, die der Handelsvertreter im letzten Vertragsjahr aus Geschäften mit von ihm geworbenen Kunden erhalten hat.

### Unternehmervorteile
Regelmäßig ist davon auszugehen, dass die Höhe der Provisionsverluste des Handelsvertreters der Höhe der dem Unternehmer verbleibenden Vorteile entspricht. Etwas anderes gilt aber dann, wenn der Unternehmer mit der Vertragsbeendigung seinen Betrieb insgesamt stilllegt oder der vom Handelsvertreter geschaffene Kundenstamm dem Unternehmer aus sonstigen, bei Vertragsende absehbaren Gründen keine Vorteile mehr bringt.

### Billigkeit
Grundsätzlich entspricht der aus Provisionsverlusten und Unternehmervorteilen ermittelte Ausgleich der Billigkeit. Anerkannt ist aber, dass der ermittelte Betrag abzuzinsen ist, da Verluste und Vorteile abgegolten werden sollen, die erst in der Zukunft entstehen. Für die Abzinsung stehen die Hoffmann’sche Formel oder die Abzinsungsmethode nach Gillardon zur Verfügung.
Im Rahmen der Billigkeit können des Weiteren alle Umstände des Einzelfalls berücksichtigt werden. Hat der Unternehmer beispielsweise eine Altersversorgung des Handelsvertreters (mit-)finanziert, kann dies einen Billigkeitsabschlag rechtfertigen.

### Begrenzung der Höhe des Ausgleichsanspruchs
Übersteigt der anhand vorstehender Voraussetzungen ermittelte Ausgleichsbetrag den Jahresdurchschnitt der vom Handelsvertreter in den letzten fünf Vertragsjahren vereinnahmten Provisionen und sonstigen Vergütungen, ist der Ausgleichsanspruch auf diesen Jahresdurchschnitt begrenzt. Für Versicherungsvertreter gilt als Obergrenze das Dreifache der Jahresdurchschnittsprovision.

## Unabdingbarkeit
Der Ausgleichsanspruch kann nach § 89b Abs. 4 Satz 1 HGB vor Vertragsende weder beschränkt noch ausgeschlossen werden. Eine Ausnahme gilt lediglich dann, wenn der Handelsvertreter nur außerhalb des Gebietes der Europäischen Gemeinschaft bzw. des Europäischen Wirtschaftsraums tätig werden soll (§ 92c Abs. 1 HGB) bzw. mit der Vermittlung oder dem Abschluss von Geschäften beauftragt wurde, die die Befrachtung, Abfertigung oder Ausrüstung von Schiffen oder die Buchung von Passagen auf Schiffen zum Gegenstand haben (§ 92c Abs. 2 HGB).
Vertragliche Vereinbarungen, die gegen dieses Verbot verstoßen, sind unwirksam. So bindet beispielsweise die Vereinbarung der Anwendung der "Grundsätze zur Errechnung der Höhe des Ausgleichsanspruchs" vor Vertragsende den Versicherungsvertreter nicht. Er ist dadurch nicht gehindert, einen höheren, nach den gesetzlichen Tatbestandsvoraussetzungen errechneten Ausgleich zu verlangen.

## Belege
1. ↑  Gesetz zur Neuregelung der Rechtsverhältnisse bei Schuldverschreibungen aus Gesamtemissionen und zur verbesserten Durchsetzbarkeit von Ansprüchen von Anlegern aus Falschberatung, BGBl. 16/2512 (2519); zur Novellierung sowie dem ihr zugrundeliegenden EuGH-Urteil Balke/Evke de Groot NJOZ 2010, 1551; Christoph NJW 2010, 647; Raimond Emde DStR 2009, 1478 ff; ders. WRP 2010, 844; ders. EWiR 2009, 239; Eckhoff BB 2009, 1609; Koch ZIP 2011, 1752; Semler BB 2009, 2327; Thume BB 2009, 2490 ff; ders. IHR 2011, 7; Steinhauer EuZW 2009, 887; Westphal DB 2010, 1333
2. ↑  Emde, Vertriebsrecht, 2. Aufl. 2011, § 89b Rn. 170 ff.; Emde, DStR 2009, 1478, 1483; Thume BB 2009, 2490, 2494
3. ↑  OLG Düsseldorf, Urteil vom 25. Juni 2010 – 16 U 191/09 –, BeckRS 2010, 24310; Koch ZIP 2011, 1752 (1555); Emde EWiR 2009, 239 (240); Emde DStR 2009, 1478 (1482); Thume BB 2009, 2490 (2491); Westphal DB 2010, 1333 (1334); aA LG München I, Urt. v. 23. Februar 2011 - 10 HKO 3966/10
4. ↑  Raimond Emde BB 2011, 2755 (2765).
5. ↑  Zur Berechnung Raimond Emde, Vertriebsrecht, 2. Aufl. 2011, § 89b Rn. 361 ff.
6. ↑  Raimond Emde BB 2011, 2755 (2765).
7. ↑  Raimond Emde BB 2011, 2755 (2765).
8. ↑  OLG Celle, Urt. v. 16. Mai 2002 - 11 U 193/01, VersR 2002, 976, 977; Raimond Emde, Vertriebsrecht 2. Aufl. 2011, § 89b Rn. 539